# Gustav von Kahr

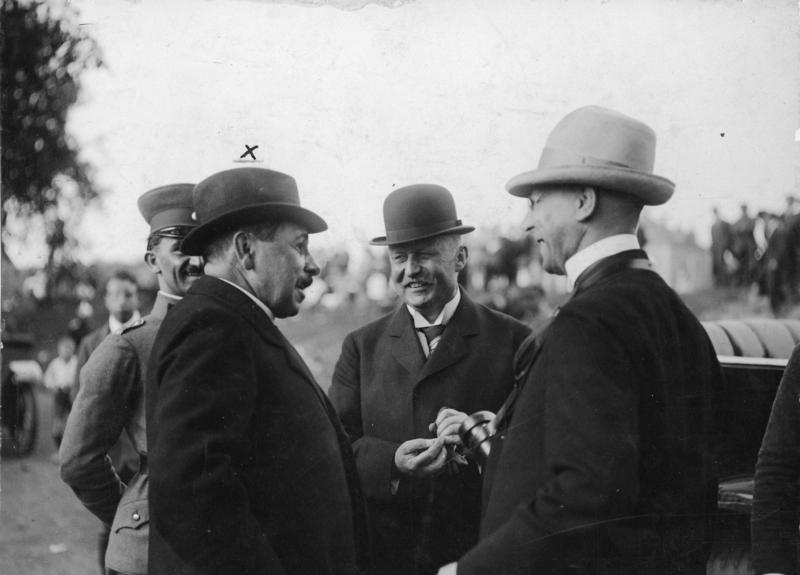
Gustav von Kahr (zaznaczony) z Erichem Ludendorffem (w środku) 1921

Gustav Ritter von Kahr, Gustav von Kahr (ur. 29 listopada 1862 w Weißenburg in Bayern, zm. 30 czerwca 1934 w Dachau) – konserwatywny niemiecki polityk prawicowy, aktywny zwłaszcza w Bawarii, główny przeciwnik polityczny Adolfa Hitlera podczas puczu monachijskiego.

## Życiorys
Z wykształcenia prawnik, szybko zaangażował się w politykę. Mimo iż był protestantem, programowo najbliżej było mu do katolickiej Bawarskiej Partii Ludowej. Formalnie jednak nie należał do żadnego ugrupowania politycznego. W latach 1917–1920 prezydent rejencji Górna Bawaria. W 1920, krótko po ustabilizowaniu się sytuacji po rewolucji listopadowej, mianowany został premierem Bawarii. Piastując to stanowisko był aktywnym działaczem na rzecz oderwania Bawarii od reszty Niemiec. Kahr uważał Republikę Weimarską za pruski twór, któremu należy się przeciwstawić pilnując, aby Bawaria pozostała centrum antyrepublikańskiego „porządku” i w tymże właśnie celu tworzył Siły Obrony Mieszkańców, powołane tuż po obaleniu komunistycznej republiki rad wiosną 1919 roku. Uzbrojone w sprzęt wojskowy, ewidentnie łamały postanowienia traktatu wersalskiego, dlatego na początku 1921 r. zostały przymusowo zlikwidowane. 1 września 1921 roku, zmuszony był zrzec się funkcji premiera Bawarii. Jego następcą na stanowisku premiera Bawarii został hr. Hugo von und zu Lerchenfeld auf Köfering und Schönberg.
W 1923, chcąc zapobiec narastającej fali przemocy, kanclerz Eugen von Knilling wprowadził stan wojenny. Z jego upoważnienia, von Kahr jako Generalny Komisarz Państwa, wspólnie z dowódcą bawarskiej policji Hansem von Seißerem oraz generałem Otto von Lossowem, utworzył triumwirat sprawujący władzę nad regionem.
8 listopada tego samego roku w Monachium doszło do przewrotu (nazwanego potem „puczem monachijskim”), na czele którego stanęli przywódca nazistowskiej NSDAP, Adolf Hitler oraz generał Erich Ludendorff. Gustav von Kahr, zmuszony przez Hitlera (podobnie jak pozostali członkowie triumwiratu) do udzielenia poparcia zamachowi, wycofał je publicznie (w obecności ok. 3000 członków NSDAP) jeszcze tego samego dnia. Aresztowany przez ludzi Hitlera, został szybko uwolniony przez Ludendorffa, któremu przyrzekł, że zachowa neutralność. Nie dotrzymał jednak obietnicy – w nocy, w tajemnicy przed Hitlerem i Ludendorffem, zmobilizował stacjonujące w mieście jednostki wojskowe, które rankiem 9 listopada, rozbiły pochód nazistów chcących obalić bawarski rząd.
Rola, jaką von Kahr odegrał w upadku puczu monachijskiego, kosztowała go utratę poparcia wśród partii prawicowych – odsunięty od wszystkich stanowisk, w 1924 wycofał się z życia politycznego i został prezesem sądu administracyjnego Bawarii, którym pozostawał do 1930. Po dojściu Hitlera do władzy, 30 czerwca 1934 roku, podczas tzw. nocy długich noży, został pod zarzutem „zdrady” porwany i zamordowany przez członków SS w obozie w Dachau.